# Jiří Homola (1974)
Jiří Homola (* 7. března 1974) je bývalý český fotbalista, záložník.

## Fotbalová kariéra
V mládežnických týmech hrál za rodný TJ Sokol Bludov odkud později přestoupil do TJ Lokomotiva Šumperk.
V mužském fotbale hrál za FK Dukla Praha, SK Sigma Olomouc, Kaučuk Opava, Slováckou Slavii Uherské Hradiště, v druhé lize hrál v sezoně 1994/95 za ČSK Uherský Brod. V německých nižších soutěžích za SpVgg Greuther Fürth, SV Wacker Burghausen, VfB Lübeck, SG Wattenscheid 09, amatéry VfL Wolfsburg, Chemnitzer FC, Westfalii Rhynem a FSV Oggersheim a v Norsku za Manglerud Star . V české nejvyšší soutěži nastoupil v 31 utkáních a dal 1 gólů.

## Ligová bilance
| Ročník                                   | Zápasy | Góly | Klub                             |
| ---------------------------------------- | ------ | ---- | -------------------------------- |
| 1. československá fotbalová liga 1992/93 | 11     | 1    | FK Dukla Praha                   |
| 1. česká fotbalová liga 1993/94          | 3      | 0    | FK Dukla Praha                   |
| 1. česká fotbalová liga 1993/94          | 3      | 0    | SK Sigma Olomouc                 |
| 1. česká fotbalová liga 1995/96          | 14     | 0    | Slovácká Slavia Uherské Hradiště |
| CELKEM                                   | 31     | 1    |                                  |